# Freisinger Vorstadt (Erding)

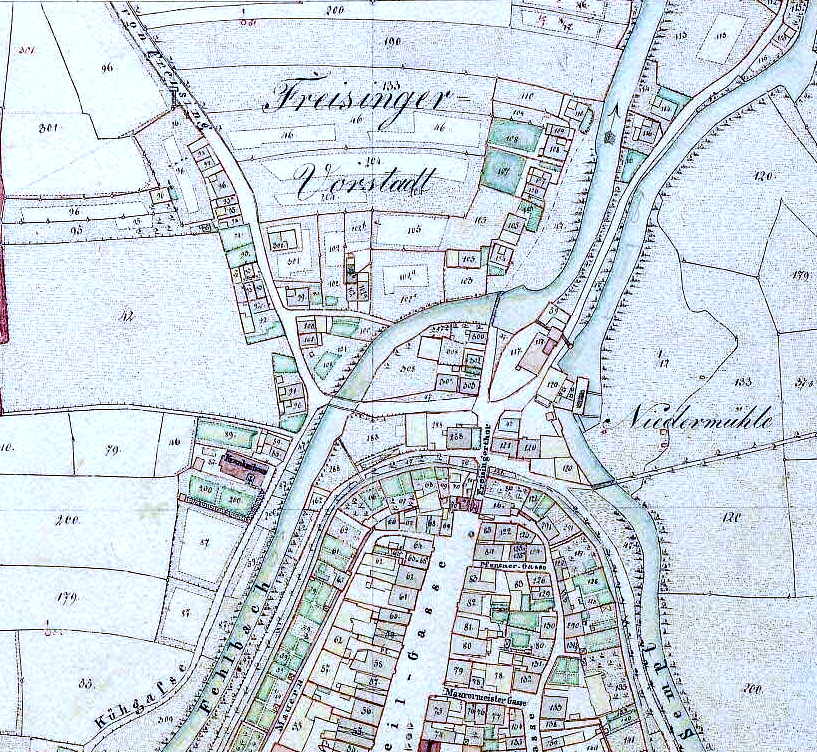
Lage- und Katasterplan der Freisinger Vorstadt in Erding von 1850

Die Freisinger Vorstadt ist ein Teil der historischen Innenstadt von Erding im Landkreis Erding in Oberbayern. Die Vorstadt entstand im 15. Jahrhundert.
Die dem im Jahr 1886 abgebrochenen Freisinger Tor vorgelagerte Ansiedlung war das Handwerkerviertel Erdings, das unter anderem von Gerbern und Färbern bewohnt war, die sich wegen ihres schmutzigen und buchstäblich anrüchigen Gewerbes außerhalb der Stadtmauern niederlassen mussten. Die Freisinger Vorstadt erstreckte sich auf die heutigen Straßen Freisinger Straße bis zur heutigen Einmündung der Siedlungsstraße, Am Gries, Zur Niedermühle (mit ehemals vorhandener Niedermühle) und der Krankenhausstraße bis etwa zum Trafohäuschen (Hausnummer 1). Von der historischen Bebauung sind nicht mehr viele Gebäude erhalten; das noch weitgehend im ursprünglichen Zustand älteste Haus ist Freisinger Straße 10. Bis auf wenige Bauten aus der Zeit um 1900 bis zur Weimarer Republik stehen an den Straßen der ehemaligen Freisinger Vorstadt Gebäude aus dem letzten Drittel des 20. Jahrhunderts und später.

Freisinger Straße 10 (2. Viertel/2. Drittel 19. Jahrhundert)

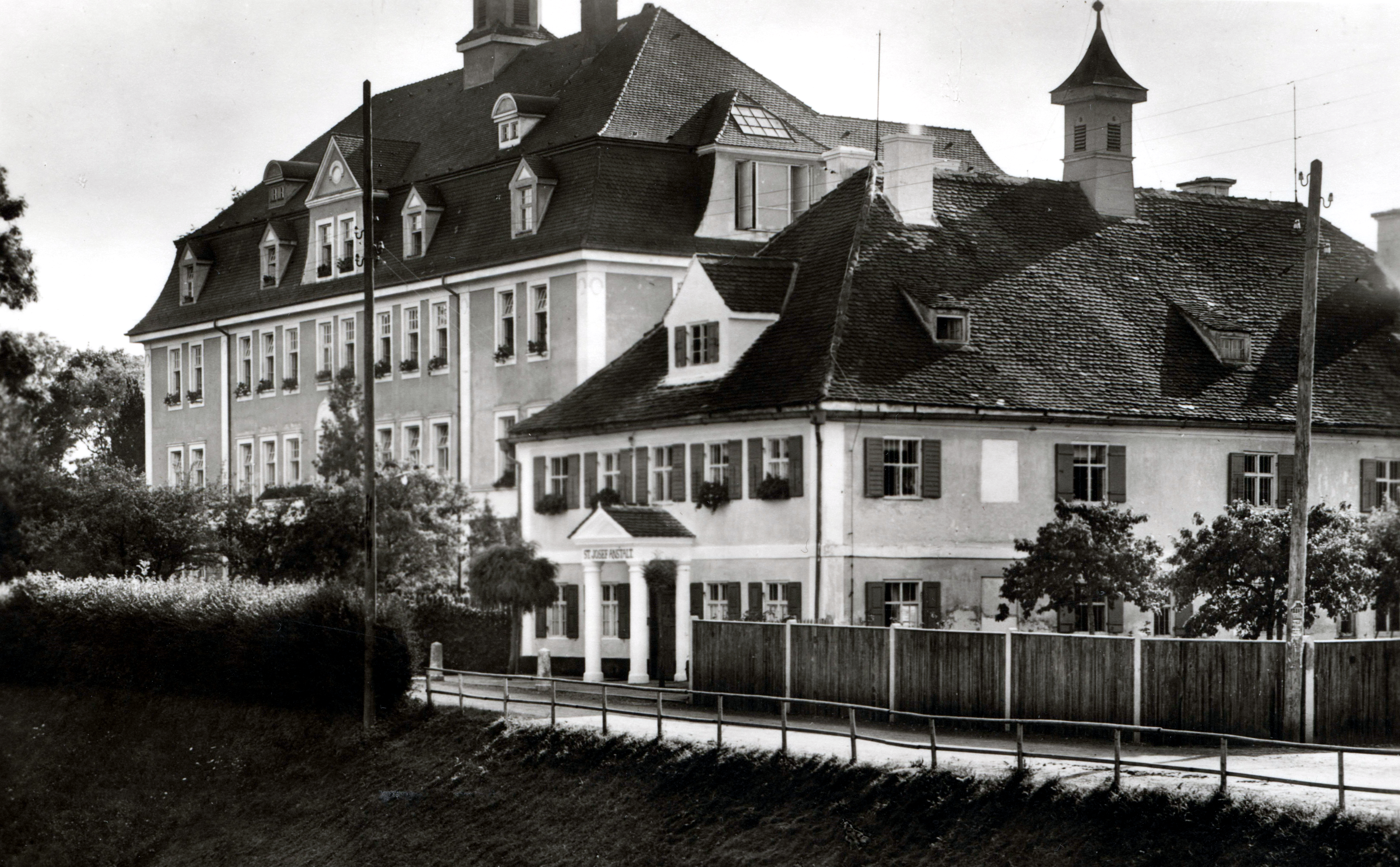
Das 1968 abgerissene Josephispital und das Krankenhaus Erding (dessen Kern im Landratsamt steckt) auf einer Fotografie von um 1940

Am Südwestrand der Vorstadt wurde um 1740 das Josephi-Spital, die erste reine Krankenanstalt Erdings errichtet, aus dem das 1883/84 nebenan errichtete moderne Krankenhaus hervorging. Dessen Kern und die ehemalige Krankenhauskapelle ist im heutigen modern überformten Landratsamt erhalten geblieben.